# 禮部員外郎
禮部员外郎，禮部的属官。
- 隋唐五代禮部第一司礼部司的副长官。隋朝开皇六年（586年），設禮部員外郎一人，作为礼部侍郎的副官，管理礼部司。大业三年（607年），废除，设仪曹承务郎负责他的职务。唐朝武德三年（620年）改为禮部员外郎，设一人，从六品上，作为禮部郎中的副官，管理礼部司。龙朔二年（662年）改为司礼员外郎。咸亨元年（670年），恢复礼部员外郎的旧名。光宅元年（684年）改为春官员外郎。神龙元年（705年），恢复礼部员外郎的旧名。五代十国沿置。
- 宋辽金元禮部的佐贰官。辽朝的南面官有禮部员外郎，开泰五年（1016年），王景运担任禮部员外郎。北宋禮部员外郎为六品寄禄官，不管理禮部的事情。元丰改制後，不设禮部司，禮部员外郎为禮部的佐贰官，正七品，参掌本部事务。金朝不分司，设禮部员外郎从六品，设一人；元朝设禮部员外郎从六品，设二人，也参掌本部事务。渤海国右六司礼部的属官，称为禮部员外。
- 礼部各司员外郎的统称。隋唐五代辽礼部礼部司、祠部司、膳部司、主客司四司的员外郎，明清礼部仪制清吏司、祠祭清吏司、主客清吏司、精膳清吏司的员外郎。明朝禮部属司长官，改为从五品，每司一员。清朝四司一共十二人，每司没有定额，宗室一人，满洲八人，蒙古一人，汉族二人。开始正四品，顺治十六年（1659年）改为正五品，康熙九年（1670年）改为从五品。礼部铸印局设有员外郎一人，宣统三年（1911年），礼部改为典礼院，于是废除礼部员外郎。